# Gunnison (Colorado)

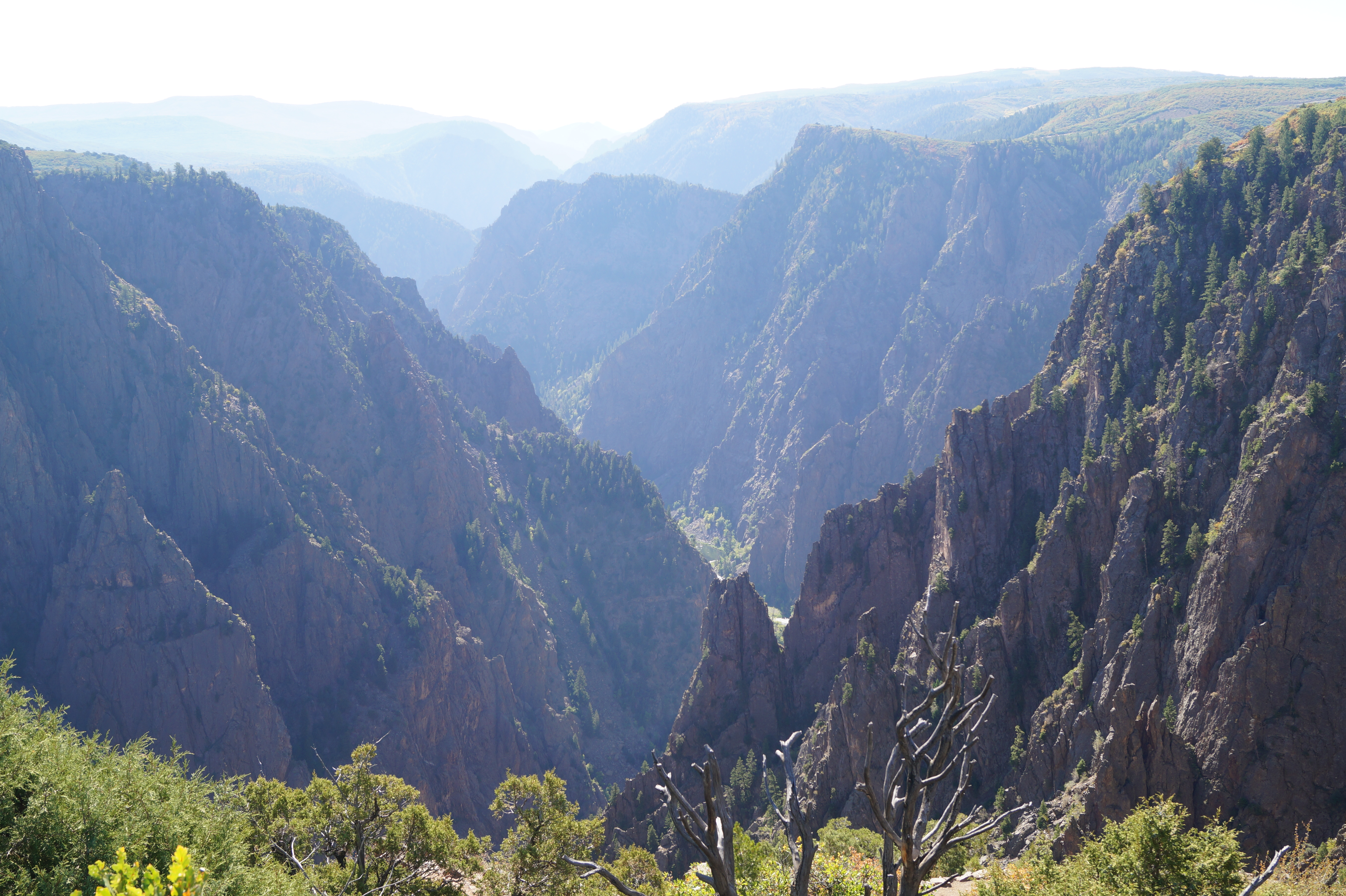
Blick in den Black Canyon of the Gunnison.

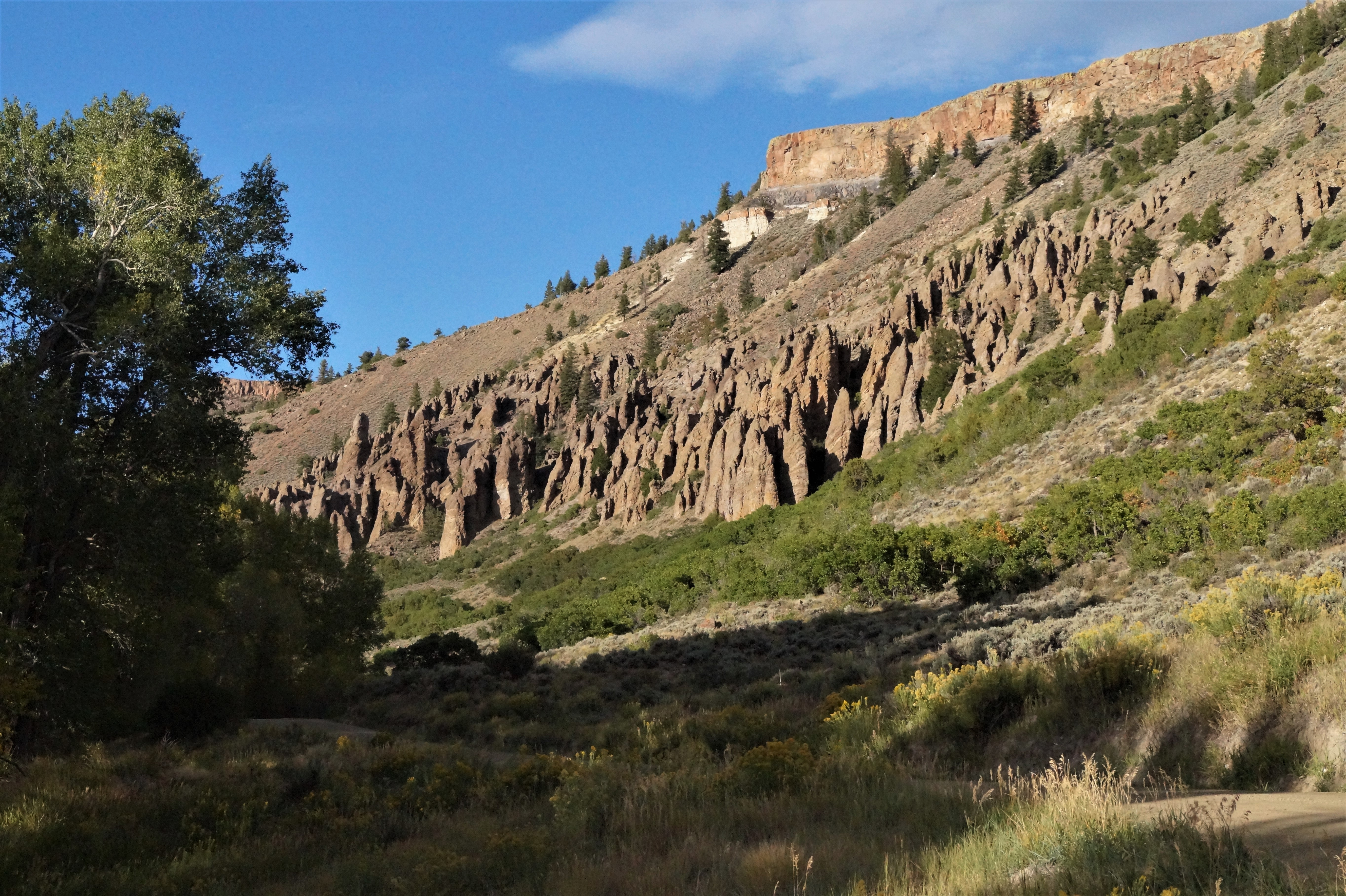
Hoodoos in der Nähe des Blue Mesa Reservoir.

Gunnison ist eine City im US-Bundesstaat Colorado und Verwaltungssitz von Gunnison County.
Das U.S. Census Bureau hat bei der Volkszählung 2020 eine Einwohnerzahl von 6560 ermittelt.

## Geographie
Die Stadt liegt rund 200 Kilometer südwestlich von Colorado Springs am Gunnison River und ist an den südlichen Ausläufern der West Elk- sowie Elk Mountains in einem Umkreis von etwa 80 Kilometern die größte Wohnsiedlung. Wirtschaftlich profitiert die Stadt hauptsächlich vom Wintersportzentrum Crested Butte und vom Nationalpark Black-Canyon-of-the-Gunnison, die beide in einem Umkreis von rund 50 Kilometern von der Stadt entfernt liegen.
Westlich der Stadt wird der Gunnison River zum Blue Mesa Reservoir, dem größten Stausee Colorados, aufgestaut.

## Wirtschaft und Infrastruktur
In Gunnison befindet sich eine staatliche Universität mit circa 2400 Studenten: das Western State College of Colorado. Benannt wurde die Stadt nach dem Entdecker John Williams Gunnison.
An der östlichen Ortsausfahrt befindet sich das Gunnison Pioneer Museum mit Exponaten der Besiedelungsgeschichte der Region. Besondere Exponate sind verschiedene Gebäude, welche aus verlassenen Orten der Region ins Museum versetzt wurden, sowie eine Fahrzeugausstellung mit Motorfahrzeugen und schmalspurigen Eisenbahnfahrzeugen der Denver und Rio Grande Western Eisenbahn.

### Verkehr
Der Gunnison–Crested Butte Regional Airport liegt zwei Kilometer südwestlich der Stadt.

## In den Medien
Gunnison ist die Kulisse des Science-Fiction-Films Aliens vs. Predator 2, obwohl der Film in den Städten Port Coquitlam und Port Moody, British Columbia gedreht wurde.

## Persönlichkeiten
- Donna Anderson (* 1939), Schauspielerin